# Tetramorium flabellum
Tetramorium flabellum är en myrart som beskrevs av Bolton 1980. Tetramorium flabellum ingår i släktet Tetramorium och familjen myror. Inga underarter finns listade i Catalogue of Life.